# Абу Махмуд аль-Худжанди
Абу́ Махму́д Хами́д ибн аль-Хизр аль-Худжанди́ (перс. ابو محمود حميد بن الخضر خجندي‎‎; ок. 940 — ок. 1000) — среднеазиатский (персидский) математик и астроном, уроженец Худжанда (совр. Таджикистан), работал в Рее. Как и многие другие известные средневековые персоны (Ибн Сина, Омар Хайям, Фирдоуси), в советское время аль-Худжанди был признан таджикским учёным.

## Биография
По словам лично знакомого с ним аль-Бируни, аль-Худжанди представлял собой «исключительное явление своей эпохи в деле изготовления астролябий и других инструментов». Он построил в окрестностях Рея знаменитый «Фахриев секстант» (араб. السدس الفخري‎), описанный аль-Бируни в специальном трактате.
Аль-Худжанди принадлежит ряд работ по астрономии: «Книга о действиях с астролябией „заркала“», «Книга об универсальном инструменте», «Книга о тимпане горизонтов», «Книга об определении наклона эклиптики», «Книга об уточнении склонения и широты местностей», «Книга об азимуте киблы».
В «Книге о прошедших часах ночи» аль-Худжанди (в одно время с Абу-ль-Вафой и Ибн Ираком) доказал теорему синусов для сферического треугольника, позволившую упростить решения ряда задач сферической астрономии, которые до этого решались с помощью теоремы Менелая для полного четырёхсторонника.
В неопределённом анализе аль-Худжанди попытался доказать, что сумма двух кубических чисел не может быть кубическим числом — частный случай великой теоремы Ферма. Это доказательство не сохранилось; о нём упоминает в своём сочинении Ибн аль-Хусейн (Абу Джафар Мухаммед ибн аль-Хусейн, XI век).

## Астрономия
Аль-Худжанди работал под патронажем Буидских эмиров в обсерватории близ Рея, где, как известно, в 994 году н. э. он сконструировал первый огромный настенный секстант, предназначенный для определения наклона оси Земли («наклона эклиптики») с высокой точностью.
Он определил осевой наклон равным 23°32’19" для 994 года н. э. Он отметил, что измерения, проведенные более ранними астрономами, обнаружили более высокие значения (индейцы: 24°; Птолемей 23° 51') и, таким образом, обнаружили, что осевой наклон не является постоянным, а фактически уменьшается. Однако его измерение осевого наклона было примерно на 2 минуты меньше, чем нужно. Вероятно, из-за того, что его тяжелый инструмент оседал в ходе наблюдений.

## Трактаты
Абу Махмуд аль-Худжанди оставил 2 математических и 6 астрономических трактатов со следующими названиями, которые хранятся в библиотеках Бейрута, Каира, Оксфорда, Парижа и Тегерана.
- «Масаил мутафаррика хандасиййа» (араб. مسائل متفرقة هندسية‎)
- «Китаб аль-алат аш-шамиля» (араб. كتاب الآلة الشاملة‎)
- «Рисала фи тасхих аль-майл ва ард аль-балад» (араб. تصحيح الميل وعرض البلد‎)
- «Китаб аль-амаль би-з-заркала» (араб. كتاب العمل بالزرقالة‎)
- «Рисала ас-сафиха аль-афакия аль-мусамма би-ль-джамиа мин аль-аструлаб ва амалих» (араб. رسالة الصفيحة الآفاقية المسماة بالجامعة من الأسطرلاب وعمله‎)
- «Китаб самт аль-кибла» (араб. كتاب سمت القبلة‎)
- «Китаб фи саат аль-мадийя мин аль-лейл» (араб. كتاب في ساعات الماضية من الليل‎)

## Память
На месте «Парка дружбы народов» в Худжанде 26 марта 2020 года с участием президента Эмомали Рахмона после реконструкции открыт «Парк имени Абумахмуда Худжанди». У входа в парк установлен 6,5-метровый памятник аль-Худжанди. Скульптурная композиция включает телескоп. В парке создан планетарий взамен снесённого ранее Худжандского планетария имени Абумахмуда Худжанди, открытого в 1980 году.